# Hovhannes Harutyunyan
Hovhannes Harutyunyan (Ereván, 25 de mayo de 1999) es un futbolista armenio que juega en la demarcación de centrocampista para el F. C. Noah de la Liga Premier de Armenia.

## Selección nacional
Tras jugar en varias categorías inferiores de la selección, finalmente hizo su debut con la selección de fútbol de Armenia en un partido amistoso contra Montenegro que finalizó con un resultado de 1-0 tras un gol de Vahan Bichakhchyan.

## Clubes
| Club                          | País       | Año       | Partidos | Goles |
| ----------------------------- | ---------- | --------- | -------- | ----- |
| F. C. Pyunik                  | Armenia    | 2016-2017 | 31       | 2     |
| F. C. Ararat-Armenia          | Armenia    | 2017-2018 | 12       | 5     |
| MFK Zemplín Michalovce        | Eslovaquia | 2018-2019 | 7        | 0     |
| F. C. Ararat-Armenia          | Armenia    | 2019-2021 | 18       | 1     |
| F. C. Pyunik                  | Armenia    | 2021-2024 | 108      | 22    |
| P. F. C. Sochi                | Rusia      | 2024      | 0        | 0     |
| F. C. Pyunik (cedido)         | Armenia    | 2024      | 14       | 3     |
| F. C. Ararat-Armenia (cedido) | Armenia    | 2024-2025 | 32       | 3     |
| F. C. Noah                    | Armenia    | 2025-     |          |       |

## Palmarés

### Títulos nacionales
| Título                  | Club                 | País    | Año  |
| ----------------------- | -------------------- | ------- | ---- |
| Supercopa de Armenia    | F. C. Ararat-Armenia | Armenia | 2019 |
| Liga Premier de Armenia | F. C. Ararat-Armenia | Armenia | 2020 |
| Liga Premier de Armenia | F. C. Pyunik         | Armenia | 2022 |
| Liga Premier de Armenia | F. C. Pyunik         | Armenia | 2024 |
| Supercopa de Armenia    | F. C. Ararat-Armenia | Armenia | 2024 |